# 斎藤酒造場
- 斎藤酒造場
- 齋藤酒造場

有限会社斎藤酒造場（さいとうしゅぞうじょう）は、徳島県徳島市佐古七番町に本社及び工場を置く酒類メーカー。
1939年（昭和14年）に創業し、酒造りに使用している水は、鮎喰川の伏流水を使用。徳島の地酒として、県内中心に販売している。

## 概要
「御殿桜」の銘柄で、昭和14年から徳島の地酒として販売。特定名称酒・普通酒の他に、どぶろくや酒粕も製造している。
また、日本酒以外にリキュールやハニーワイン（ミード・蜂蜜酒）も製造・販売している。
醸造場所である徳島市内は吉野川をはじめ、多くの河川が流れており、水が豊富な場所である。

## 特徴
吉野川の支流・鮎喰川の伏流水（軟水）を使い、飲みやすくスッキリとした味が特徴。中口からやや甘口の酒である。

## 沿革
- 1830年代（天保年間）- 前身の酒蔵が創業。
- 1939年（昭和14年） - 斎藤家が酒蔵を買取り酒造業を始める。
- 1941年（昭和16年）から1944年（昭和19年） - 戦争のため休業。
- 1945年（昭和20年） - 酒造業を再開[1]。
- 1975年（昭和50年） - 有限会社に組織変更。
- 2014年（平成26年） - 野菜リキュール「キャロッ娘」を発売[2]。

## 銘柄
日本酒
- 御殿桜 - 純米大吟醸、純米吟醸、大吟醸、純米、本醸造
- 蜂須賀桜 - 純米

リキュール
- 阿波黒蜜梅酒
- すだちとはちみつ酒
- キャロッ娘 - 日本では珍しい野菜リキュール

ハニーワイン
その他
- どぶろく
- 酒粕
- みりん粕
- 梅酒の実